# La Minute vieille
 (septembre 2023).
L'article doit être relu — et modifié si nécessaire — par des contributeurs indépendants pour apporter un regard critique aux contributions effectuées en violation des conditions d'utilisation de Wikipédia, tant sur la forme (notamment concernant le style encyclopédique, la proportionnalité) que sur le fond (la neutralité de point de vue, la qualité et l'indépendance des sources).
La Minute vieille est une série télévisée française de format shortcom créée, écrite et réalisée par Fabrice Maruca et produite par BAKEA Productions, LM Productions et AT-Production. Elle est diffusée sur Arte chaque été du  2 juillet 2012 au 25 août 2023.

## Origines
La série découle du court-métrage La Minute vieille, réalisé par Fabrice Maruca en 2008, avec Jeannine Barbaud, Simone Coulon et Monique Darpy.

## Résumé
La série met en scène des vieilles dames qui racontent, bien assises dans leur canapé, des blagues souvent salaces, en total décalage avec leur image.

### Saison 1
Lors de la première saison, on découvre quatre grands-mères :
- Michèle Héry, grand-mère populaire, vivant en HLM ;
- Claudine Acs, grand-mère pieuse ;
- Anna Strelva, grand-mère bourgeoise, vivant dans le 16e arrondissement de Paris ;
- Nell Reymond, grand-mère gitane, diseuse de bonne aventure.

### Saisons 2 et 3
En saisons 2 et 3, les maris des personnages les remplacent pendant trois épisodes :
- François Borysse, le mari de Michèle ;
- Alain Rignault, le mari de Claudine ;
- Claude Albret, le mari d'Anna ;
- Gérard Couchet, le mari de Nell.

En saison 3, Étienne Draber devient le nouveau mari de Nell. 

### Saisons 4 et 5
La saison 4 marque l'apparition de Sophie Sam à la suite du décès de Nell Reymond qui a eu lieu le 20 décembre 2015.
Durant ces saisons, les grands-mères partent en villégiature et racontent donc leurs histoires depuis leur lieu de vacances :
- Michèle Héry devant sa caravane ;
- Claudine Acs depuis son chalet à Lourdes ;
- Anna Strelva dans un hôtel chic sur la Côte d'Azur ;
- Sophie Sam dans sa maison de campagne vieillotte.

### Saison 6
En saison 6, les grands-mères partent en vacances autour du monde et changent de nouveau de décor :
- Michèle Héry en camping sauvage devant les pyramides de Gizeh en Égypte ;
- Claudine Acs à Rome, qui visite le Vatican ;
- Anna Strelva dans un loft chic à New-York ;
- Sophie Sam dans une maison traditionnelle japonaise.

### Saisons 7 et 8
Les saisons 7 et 8, intitulées La Minute veille belge, voient apparaître un nouveau casting issu de Belgique,, :
- Nicole Shirer ;
- Nicole Valberg ;
- Janine Godinas ;
- Viviane De Muynck.

En saison 8, deux nouvelles mamies intégrent le casting, en remplacement de Nicole Shirer et Viviane De Muynck.
- Gisèle Decout ;
- Viviane Collet.

### Invités
Des invités spéciaux ont parfois pris place dans la série, le temps de quelques épisodes :
- En saison 2, Bernadette Lafont, Anémone et Judith Magre ont joué dans trois épisodes[7] ;
- En saison 3, ce sont Michel Galabru, Claude Brasseur et Michel Robin qui se sont prêtés à l'exercice[8] ;
- Dans les saisons 5 et 6, nous découvrons Andréa Ferréol, Geneviève de Fontenay et Liliane Rovère[9] ;
- En saison 6 apparaissent également Enrico Macias, Guy Roux et Guy Marchand[10].

## Liste des épisodes

### Saison 1
1. La vieille dame et les deux jeunes (02/07/2012)
2. Ouverture de compte (03/07/2012)
3. L'aveugle et son chien (04/07/2012)
4. Le magicien (05/07/2012)
5. Régime (06/07/2012)
6. Dispute en voiture (09/07/2012)
7. Le génie (10/07/2012)
8. La prise d'otages (11/07/2012)
9. Rapports conseillés (12/07/2012)
10. Le cœur sur la main (13/07/2012)
11. Le pilote d'avion (16/07/2012)
12. Les deux vieux au Mac Donald's (17/07/2012)
13. Le petit somalien (18/07/2012)
14. Le bégaiement (19/07/2012)
15. Tactique infaillible (23/07/2012)
16. Conseil de voisinage (24/07/2012)
17. Le héros (25/07/2012)
18. Discussion funèbre (26/07/2012)
19. Retour de vacances (30/07/2012)
20. Travaux ménagers (31/07/2012)
21. Discussion ésotérique (01/08/2012)
22. La grenouille à grande bouche (02/08/2012)
23. Chacun son tour (06/08/2012)
24. Le buraliste (07/08/2012)
25. Le perroquet sans pattes (08/08/2012)
26. Les deux jumeaux nains (09/08/2012)
27. La rivale (13/08/2012)
28. Menu pas cher (14/08/2012)
29. La blonde qui veut appeler sa mère (15/08/2012)
30. Merde au patron (16/08/2012)
31. Le ventriloque et le fermier (17/08/2012)
32. Jour de lessive (20/08/2012)
33. Les naufragés (21/08/2012)
34. Bonnes références (22/08/2012)
35. Le gorille (23/08/2012)
36. Le marc de café (24/08/2012)
37. La petite gâterie (27/08/2012)
38. Super vendeur (28/08/2012)
39. Le rendez-vous galant (29/08/2012)
40. Prix exorbitant (30/08/2012)
41. Le type qui arrive en enfer (31/08/2012)

### Saison 2
1. Test de cosmétique (08/07/2013)
2. Le bon samaritain (09/07/2013)
3. Le cochon prodige (10/07/2013)
4. Testament (11/07/2013)
5. La petite cuillère (12/07/2013)
6. Secret de longévité (15/07/2013)
7. Mets raffiné (16/07/2013)
8. Dernières volontés (17/07/2013)
9. Le balcon (18/07/2013)
10. Un petit coin de paradis - épisode papis (19/07/2013)
11. Le témoin (22/07/2013)
12. Soirée saucisses (23/07/2013)
13. Service nocturne (24/07/2013)
14. Tableau de chasse (25/07/2013)
15. Altercation - épisode papis (26/07/2013)
16. Soirée drague (29/07/2013)
17. Un spectateur hors du commun - épisode guests femmes (29/07/2013)
18. Le mec au poil (30/07/2013)
19. L'ange gardien (31/07/2013)
20. Effeuillage (01/08/2013)
21. Petite faveur - épisode papis (02/08/2013)
22. Langage canin (07/07/2014)
23. Les brebis (08/07/2014)
24. C'est pour un dépôt (09/07/2014)
25. Dernier recours (10/07/2014)
26. Endroit insolite (11/07/2014)
27. Drôle de voix (14/07/2014)
28. Ma préférence à moi - épisode guests femmes (15/07/2014)
29. Les trois maçons (16/07/2014)
30. Dany Boon aux toilettes (17/07/2014)
31. Alzheimer (18/07/2014)
32. Tension permanente (21/07/2014)
33. Complexe (22/07/2014)
34. Dernière promesse (24/07/2014)
35. Le gros cachet avant de dormir (28/07/2014)
36. Casse noisettes - épisode guests femmes (29/07/2014)
37. Les portes du paradis (31/07/2014)
38. Traitement radical (04/08/2014)
39. Le pharmacien (05/08/2014)
40. Congrès dentaire (07/08/2014)

### Saison 3
1. La peur de la roulette (11/08/2014)
2. Le piroguier (12/08/2014)
3. Les mots doux (14/08/2014)
4. Cas extrême (18/08/2014)
5. Mésentente (20/08/2014)
6. Aux 2 folles (21/08/2014)
7. Le jeune marié (22/08/2014)
8. Moyen mnémotechnique (25/08/2014)
9. Le singe et le lion (26/08/2014)
10. Une bonne cuite (27/08/2014)
11. Odeur alléchante (28/08/2014)
12. Le chat (04/07/2015)
13. En plein marathon (05/07/2015)
14. Tour spectaculaire - épisode guests hommes (06/07/2015)
15. Constat d'adultère (07/07/2015)
16. Remords (08/07/2015)
17. Le gynécologue (09/07/2015)
18. Secret professionnel - épisode guests hommes (13/07/2015)
19. La cour des miracles (14/07/2015)
20. Torture (15/07/2015)
21. Grosse fatigue (16/07/2015)
22. Remplacement - épisode guests hommes (20/07/2015)
23. Il était temps ! (21/07/2015)
24. L'auto-stoppeuse (22/07/2015)
25. Attention perroquet méchant (23/07/2015)
26. La formule "Leonardo di Caprio" - épisode papis (27/07/2015)
27. Identification (28/07/2015)
28. Performance (29/07/2015)
29. La main dans le sac (30/07/2015)
30. Dilemme de Noël - épisode papis (03/08/2015)
31. Prime de guerre (04/08/2015)
32. Recherche modèle (05/08/2015)
33. Le béguin (06/08/2015)
34. La moins pire des solutions - épisode papis (10/08/2015)
35. Démonstration (11/08/2015)
36. Question de technique (12/08/2015)
37. Couleur tendance (13/08/2015)
38. Cadeau de bienvenue (17/08/2015)
39. Provocation gratuite (18/08/2015)
40. Concours de réussite (20/08/2015)

### Saison 4
1. La fête des voisins (04/07/2016)
2. Top sécurité (05/07/2016)
3. Chantage (06/07/2016)
4. Âme sœur (07/07/2016)
5. Notre alibi (08/07/2016)
6. Remède miracle (11/07/2016)
7. Le jockey (12/07/2016)
8. Y'a un truc (13/07/2016)
9. Le petit point rouge dans l’œil (14/07/2016)
10. Vraiment pas son jour ! (15/07/2016)
11. Presse citrons (19/07/2016)
12. Urgence dentaire (20/07/2016)
13. Attente insupportable (21/07/2016)
14. Amour tardif (22/07/2016)
15. Accouchement compliqué (25/07/2016)
16. Confessions intimes (26/07/2016)
17. Piano bar (27/07/2016)
18. Le collectionneur (28/07/2016)
19. Demande express (29/07/2016)
20. Boisson miracle (01/08/2016)

### Saison 5
1. La vache et le fermier (03/07/2017)
2. Droit au but ! (05/07/2017)
3. Contrainte horaire (06/07/2017)
4. Safari (10/07/2017)
5. High tech - épisode guests femmes (12/07/2017)
6. Pari stupide (13/07/2017)
7. Ca demande réflexion (17/07/2017)
8. A la bretonne (19/07/2017)
9. Travail d'orfèvre (20/07/2017)
10. Prévention (24/07/2017)
11. Ca va couper ! - épisode guests femmes (26/07/2017)
12. Super puceau (27/07/2017)
13. Le sauveur (31/07/2017)
14. Proposition indécente (02/08/2017)
15. Sondage rapide - épisode guests femmes (03/08/2017)
16. Pulsion irrésistible (02/07/2018)
17. Retrouvailles (04/07/2018)
18. Dérèglement hormonal (05/07/2018)
19. Les chameaux (06/07/2018)
20. Chaleurs canines (13/07/2018)
21. L'évadé de prison (20/07/2018)
22. La montre cassée (27/07/2018)
23. Menu très très spécial (30/07/2018)
24. 100% garanti (01/08/2018)
25. Inconsolable (02/08/2018)
26. Whisky à l'œil (03/08/2018)
27. Garde alternée (06/08/2018)
28. Taches suspectes (08/08/2018)
29. Musculation active (09/08/2018)
30. Dans le noir (10/08/2018)

### Saison 6
1. Pipi express - épisode guests hommes (09/07/2018)
2. La place de rêve - épisode guests hommes (11/07/2018)
3. Le boucher malin - épisode guests hommes (12/07/2018)
4. Le grand singe - épisode guests femmes (01/07/2019)
5. Cours du soir - épisode guests femmes (03/07/2019)
6. Tôle froissée - épisode guests femmes (04/07/2019)
7. Sur une aire d'autoroute (05/07/2019)
8. Histoire à chute (08/07/2019)
9. Nageur insolite (10/07/2019)
10. Le dîner de la vérité (11/07/2019)
11. Le boss de la cité (12/07/2019)
12. Heureux événement (15/07/2019)
13. Titanic (17/07/2019)
14. Insulte gratuite (18/07/2019)
15. Dog sitting (19/07/2019)
16. Médecin voyeur (22/07/2019)
17. Coming out (24/07/2019)
18. Question de vocabulaire (25/07/2019)
19. L'homme mystère (26/07/2019)
20. Rêve prémonitoire (29/07/2019)
21. La femme de mon pote (31/07/2019)
22. Premier client (01/08/2019)
23. Perdues de vues (02/08/2019)
24. La chasse au cerf (05/08/2019)
25. Mémoire sélective (07/08/2019)
26. Chaud / Froid (08/08/2019)
27. La loi de la gravité (09/08/2019)
28. Test gustatif (12/08/2019)
29. Une technique qui a fait ses preuves (14/08/2019)
30. Strip-tease (15/08/2019)

### Saison 7 (La Minute vieille belge)
1. Origine contrôlée (05/07/2021)
2. La belle vue (07/07/2021)
3. Une autre vision de la vie (08/07/2021)
4. La visite (09/07/2021)
5. Prière divine (12/07/2021)
6. Train-couchette (14/07/2021)
7. Le parachutiste (15/07/2021)
8. Combat de coqs (16/07/2021)
9. Félins pour l'autre (19/07/2021)
10. Besoin pressant (21/07/2021)
11. La collection olympique (22/07/2021)
12. Entretien d'embauche (23/07/2021)
13. La voix de son maître (26/07/2021)
14. La preuve par l'image (28/07/2021)
15. Deux pekets s'il vous plaît (29/07/2021)
16. Le tour du propriétaire (04/07/2022)
17. La lampe magique (06/07/2022)
18. Au bon beurre (07/07/2022)
19. Braquage éléphantesque (08/07/2022)
20. Le poulet de compet' (11/07/2022)
21. Qualités essentielles (13/07/2022)
22. La terreur du pensionnat (14/07/2022)
23. Du monde au balcon (15/07/2022)
24. Une question de nombres (18/07/2022)
25. À l'oreille des chevaux (20/07/2022)
26. Pris au piège (21/07/2022)
27. La vérité du ventre (22/07/2022)
28. Délire orange (25/07/2022)
29. L'aigle et la grenouille (27/07/2022)
30. Le bruit et l'odeur (28/07/2022)

### Saison 8 (La Minute vieille belge)
1. Le charmant chaffeur (03/07/2023)
2. Fallait y penser ! (05/07/2023)
3. Problème lactique (06/07/2023)
4. Une musique adéquate (07/07/2023)
5. Cherchez l'intrus (10/07/2023)
6. Anecdotes de récré (12/07/2023)
7. La recrue prodigieuse (13/07/2023)
8. Enervement : mode d'emploi (14/07/2023)
9. Proposition ouvrière (17/07/2023)
10. Hobby tranquille (19/07/2023)
11. Un pari osé (20/07/2023)
12. Les rois de la chance (21/07/2023)
13. Petit moineau (24/07/2023)
14. Un secret maousse costaud (26/07/2023)
15. Panique dans les airs (27/07/2023)
16. Homejacking (28/07/2023)
17. Instinct paternel (31/07/2023)
18. Un truc qui marche (02/08/2023)
19. Les deux vieux et l'hélico (03/08/2023)
20. Choix cornélien (04/08/2023)
21. Une histoire abominable (07/08/2023)
22. Porte à porte (09/08/2023)
23. Une question de vie ou de mort (10/08/2023)
24. Le héros de la maison (11/08/2023)
25. Nouvelles fraîches (14/08/2023)
26. Je veux un homme (16/08/2023)
27. Drogues dures (17/08/2023)
28. Deux salles, deux ambiances (18/08/2023)
29. Numérologie (21/08/2023)
30. Y'a forcément une raison ! (23/08/2022)

### Épisodes inédits à la TV
1. Youki
2. Les 2 homos qui veulent un enfant
3. À l'abordage !!!
4. Madame Irma
5. Simple vérification

## DVD
Le DVD des saisons 1 et 2 est disponible depuis le 4 novembre 2014.
Le DVD de la saison 3 est disponible depuis le 10 novembre 2015.

## Récompenses
- 2013 : Meilleur programme court en série au Festival de la fiction TV de La Rochelle[11]